# Copa Centenario
La Coppa del Guatemala (Copa Centenario) è il principale torneo calcistico ad eliminazione diretta organizzato dalla federazione calcistica del Guatemala. Dal 2003 è nota come Copa Centenario.

## Albo d'oro
| Stagione | Campioni            | Finalista          | Note                        |
| -------- | ------------------- | ------------------ | --------------------------- |
| 1904     | Olympic FC          | Guatemala FC       | Copa Centroamericana        |
| 1905/06  | Olympic FC          | Guatemala FC       | Copa Centroamericana        |
| 1911 (1) | Gay SC              | Ohio               | Copa Manuel Estrada Cabrera |
| 1911 (2) | Michigan            | Gay/Ohio           | Copa Manuel Estrada Cabrera |
| 1913     | Guatemala FC        | Gay SC             | Copa Manuel Estrada Cabrera |
| 1914     | Guatemala FC        | Gay                | Copa Manuel Estrada Cabrera |
| 1916     | Ohio                | Cartago/Gay        | Copa Manuel Estrada Cabrera |
| 1917     | Allies              | Andino             | Copa del Ayuntamiento       |
| 1944     | Hospicio            | Hércules           |                             |
| 1951/52  | Comunicaciones      |                    |                             |
| 1954     | Tipografía Nacional | IRCA               |                             |
| 1955     | Comunicaciones      |                    |                             |
| 1956/57  | IRCA                |                    |                             |
| 1958/59  | Aurora              |                    |                             |
| 1960     | Municipal           |                    |                             |
| 1963     | Aurora              |                    |                             |
| 1967     | Municipal           |                    | Copa Presidencial           |
| 1967/68  | Aurora              |                    |                             |
| 1968/69  | Aurora              |                    |                             |
| 1969     | Municipal           |                    | Copa Federación             |
| 1970     | Comunicaciones      |                    |                             |
| 1972     | Comunicaciones      |                    |                             |
| 1972/73  | Xelajú              | Comunicaciones     |                             |
| 1979     | Juventud Retalteca  |                    |                             |
| 1980     | Galcasa             |                    |                             |
| 1983     | Comunicaciones      |                    | Copa Verano                 |
| 1984     | Aurora              |                    | Copa Verano                 |
| 1984/85  | Juventud Retalteca  |                    | Copa Verano                 |
| 1986     | Comunicaciones      |                    | Copa Preparación            |
| 1991/92  | Comunicaciones      | Juventud Retalteca | Copa Aviateca               |
| 1992/93  | Suchitepéquez       | Escuintla          |                             |
| 1993/94  | Suchitepéquez       | Mictlán            |                             |
| 1994/95  | Municipal           | Suchitepéquez      | Copa Gallo                  |
| 1995/96  | Municipal           | Xelajú             | Copa Gallo                  |
| 1996/97  | Amatitlán           | Municipal          |                             |
| 1997/98  | Suchitepéquez       | Cobán Imperial     | Copa AC Delco               |
| 1998/99  | Municipal           | Aurora             | Copa Aqua                   |
| 2002     | Jalapa              | Cobán Imperial     |                             |
| 2003     | Municipal           | Cobán Imperial     | Copa Centenario             |
| 2003/04  | Municipal           | Jalapa             | Copa Centenario             |
| 2005     | Jalapa              | Xelajú             | Copa Centenario             |
| 2006     | Jalapa              | Municipal          | Copa Centenario             |
| 2009     | Comunicaciones      | Zacapa             | Copa Centenario             |
| 2010/11  | Xelajú              | Petapa             | Copa Centenario             |
| 2011/12  |                     |                    |                             |

## Titoli
| Club                | Titoli | Anni                                           |
| ------------------- | ------ | ---------------------------------------------- |
| CSD Municipal       | 8      | 1960, 1967, 1969, 1994, 1995, 1998, 2003, 2004 |
| Comunicaciones      | 8      | 1952, 1955, 1970, 1972, 1983, 1986, 1991, 2009 |
| Aurora              | 4      | 1958, 1968, 1969, 1984                         |
| Jalapa              | 3      | 2002, 2005, 2006                               |
| Suchitepéquez       | 3      | 1992, 1993, 1997                               |
| Xelajú MC           | 3      | 1963, 1973, 2010                               |
| Guatemala           | 2      | 1913, 1914                                     |
| Olympic FC          | 2      | 1904, 1906                                     |
| Juventud Retalteca  | 2      | 1980, 1985                                     |
| Tipografía Nacional | 1      | 1954                                           |
| Amatitlan           | 1      | 1996                                           |
| IRCA                | 1      | 1956                                           |
| Hospicio            | 1      | 1944                                           |
| Galcasa             | 1      | 1980                                           |
| Allies              | 1      | 1917                                           |
| Ohio                | 1      | 1916                                           |
| Michigan            | 1      | 1911                                           |
| Gay                 | 1      | 1911                                           |